# Sycorax malayensis
Sycorax malayensis är en tvåvingeart som beskrevs av Quate 1962. Sycorax malayensis ingår i släktet Sycorax och familjen fjärilsmyggor. Inga underarter finns listade i Catalogue of Life.